# 中川絵美里
中川 絵美里（なかがわ えみり、1995年〈平成7年〉3月17日 - ）は、セント・フォース所属のタレント、キャスター。読売ジャイアンツ・チームヴィーナスの元メンバー。

## 経歴
静岡県静岡市清水区出身。物心がついた幼い頃から歌と踊りが大好きで、中学進学と同時に地元のダンススクールに通い始める。常葉学園橘高等学校音楽科に進学し、声楽を専攻する一方で、チアリーディング部に入部、3年間活動した。同校が夏の甲子園大会に2010年、2012年と出場した際には、チアリーディング部の一員として阪神甲子園球場のアルプススタンドで応援パフォーマンスを行った。
チームヴィーナスの一員として
両親が読売ジャイアンツのファンであった為、幼い頃からジャイアンツを応援、いつしか読売ジャイアンツのチアリーディングチーム『チームヴィーナス』の一員となる夢を抱くようになった。夢を叶える為に努力を重ねた結果、オーディションに合格した。大学進学の準備も並行して進めていたが、最終的には夢を選ぶ形で進学は諦め、『チームヴィーナス』の一員となった。
2013年より『チームヴィーナス』のメンバーとして、巨人主催試合球場でのグラウンド・パフォーマンスを始め、イベントの司会進行や客席インタビューといった業務も平行して担当。中川が日頃から心がけていたのは“野球に詳しいヴィーナス”であった。プロ野球関連の新聞記事スクラップや選手成績のデータ収集を欠かさず日々努力を続けた。ヴィーナスメンバーの中でも抜群の人気を誇っていたが、2015年をもって3年間務めた『ヴィーナス』を卒業、新たな夢に向かって歩き始めた。
セント・フォースに所属後
翌2016年1月よりフリーアナウンサープロダクションのスプラウトに所属し、フリーのキャスターに転身。本格的な芸能活動を始める。同年2月から『gee up sprout』や『Jリーグマッチデーハイライト』（スカパー!）に出演し、スカパー!のJリーグ中継撤退に伴う12月の番組終了まで約1年間アシスタントを務めた。2017年2月からは『Jリーグタイム』（NHK BS1）のキャスターを務め、また同年4月から平日早朝の情報番組『Oha!4 NEWS LIVE』（日本テレビ）にてスポーツキャスターを務める。
「かわいすぎるスポーツキャスター」として人気を集め、23歳の誕生日となる2018年3月17日に中川絵美里1st写真集『E.N.』を発売、6月25日発売の『週刊ビッグコミックスピリッツ』（小学館）30号で初表紙&巻頭グラビアを飾った。
2021年3月25日、ラジオ番組『THE TRAD』（TOKYO FM）のレギュラーが開始、同年3月26日、4年半務めた『Oha!4 NEWS LIVE』を卒業した。
2023年6月3日より産前産後休業入りの準備のために降板した新井恵理那に代わり、『情報7daysニュースキャスター』（TBSテレビ）の第4代気象キャスターを務めると同時に、後続のミニ番組『Weatherニュースキャスター』を引き継いで担当している。

## 人物
身長153cm。姉がいる。
資格は、JFAサッカー4級審判員、野球知識検定、JFAスポーツマネージャー(GRADE2)を取得している。
特技は、チアダンス、ピアノ、声楽。チアダンスは6年、ヒップホップダンスは5年間経験している。
ひたむきに努力をする事を大切にしている。これは昔から大切にしていたが、チームヴィーナスのオーディションの際、採用担当者に「中川さんを採用するかどうか迷いましたが、控室で一生懸命に努力している姿勢を見て採用する事にしました。」と言われ、改めて強く感じ嬉しく思ったという。
趣味は、スポーツ観戦（野球、サッカー）。高校時代にJリーグ・清水エスパルスのホームスタジアムでチケットもぎりのアルバイトをしていた。占いに熱中している。メイクやネイルを頻繁に変更している。

## 出演

### テレビ
太字は出演中
- Jリーグマッチデーハイライト（スカパー!、2016年2月 - 12月）
- Oha!4 NEWS LIVE（日テレNEWS24〈CS〉制作・日本テレビ、2017年4月3日 - 2021年3月26日） - スポーツキャスター
- Jリーグタイム（NHK BS1、2017年2月25日 - 2021年12月11日） - MC
- ゴルフのキズナ（テレビ東京、2022年4月3日 - 2023年3月26日） - MC
- 八木亜希子のおしゃべりミュージアム（BSフジ、不定期）
- 情報7daysニュースキャスター（TBSテレビ、2023年6月3日 - ） - 天気キャスター[22]
- KICK OFF! SIZUOKA[32]（静岡第一テレビ、2024年7月7日 - ） - MC[2]
- every.しずおか（静岡第一テレビ、2024年3月22日 - ）- コメンテーター[33][34]
- ズームイン!!サタデー（日本テレビ、2024年8月）- マンスリーMC
- くさデカ（テレビ静岡、2025年8月9日 - ）- リポーター[35]

### ラジオ
太字は出演中
- gee up sprout（FM salus、2016年2月16日 - 2017年1月）
- THE TRAD[36]（TOKYO FM、2021年3月31日 - ） - 水・木曜日レギュラー
- DIG GIG TOKYO![37]（TOKYO FM、2021年7月5日 - 2025年3月29日） - MC
- DIG GIG TOKYO! -sunday edition-（TOKYO FM、2022年10月2日 - 10月30日） - MC
- ギター・マガジン・レディオ （TOKYO FM、2022年4月3日 - 2022年8月28日、2023年1月7日 - 2023年3月25日）

### インターネット
- 柴田阿弥の金曜The NIGHT （AbemaTV） - 毎月第3金曜の翌日未明（第3金曜深夜） - アシスタント
- Jレジェンド大集合！〜Jリーグの日スペシャル〜 （Jリーグ公式YouTubeチャンネル、2021年5月15日（土）12:00～） - MC
- みんなde応援 オリ×パラ！東京2020みどころ配信局～テニス編～ （おうちde楽しむ！みんなの東京2020応援チャンネルYouTube、2021年7月22日（木）20:00〜） - とんねるず石橋貴明のアシスタント
- みんなde応援 オリ×パラ！東京2020みどころ配信局～柔道編～ （おうちde楽しむ！みんなの東京2020応援チャンネルYouTube、2021年7月29日（木）19:30〜） - とんねるず石橋貴明のアシスタント
- みんなde応援 オリ×パラ！東京2020みどころ配信局～バスケットボール編～ （おうちde楽しむ！みんなの東京2020応援チャンネルYouTube、2021年8月5日（木）19:30〜） - とんねるず石橋貴明のアシスタント
- オリ×パラ！東京2020みどころ配信～メダリストセレブレーション～ （おうちde楽しむ！みんなの東京2020応援チャンネルYouTube、2021年8月24日（火）18:30〜） - とんねるず石橋貴明のアシスタント
- 2022シーズンの開幕カードをどこよりも早く発表します！ （Jリーグ公式YouTubeチャンネル、2021年12月24日（金）18:30〜） - 進行
- 超直前！プロ野球開幕前夜！順位予想！ （報知プロ野球チャンネルYouTube、2022年3月24日（水）21:00〜） - 進行[38]
- NPB開幕前順位予想 セ･リーグ前編 （谷繁ベースボールチャンネルYouTube、2022年3月22日（火）18:00〜） - 特別MC[39]
- NPB開幕前順位予想 セ･リーグ後編 （谷繁ベースボールチャンネルYouTube、2022年3月25日（金）18:00〜） - 特別MC
- NPB開幕前順位予想 パ･リーグ前編 （谷繁ベースボールチャンネルYouTube、2022年3月29日（金）18:00〜） - 特別MC
- NPB開幕前順位予想 パ･リーグ後編 （谷繁ベースボールチャンネルYouTube、2022年4月2日（土）18:00〜） - 特別MC
- FIFA ワールドカップ 2022抽選会生中継〜最速予想＆分析SP〜 （ABEMA SPECIALチャンネル、2022年4月2日（土）24:45〜）
- 谷繁と中川絵美里が見据える今後のセ・リーグの行方は？ （谷繁ベースボールチャンネルYouTube、2022年6月17日（金）18:00〜） - 特別MC [40]
- 谷繁と中川絵美里が見据える今後のパ・リーグの戦力を徹底解剖。後半戦も見所満載！ （谷繁ベースボールチャンネルYouTube、2022年6月21日（火）18:00〜） - 特別MC
- J1・第28節 湘南ベルマーレ vs 川崎フロンターレ （スポナビ × DAZN、2022年9月3日（土）18:45〜） - ゲスト
- 【俺の青春】記念すべきアレが届きました!! （谷繁ベースボールチャンネルYouTube、2022年9月6日（火）18:00〜） - 特別MC
- 【最終局面】混パを抜け出すのは〇〇！谷繁が見据えるプロ野球最終局面..！！ （谷繁ベースボールチャンネルYouTube、2022年9月9日（金）18:00〜） - 特別MC
- 【セ・リーグ順位振り返り】歯を食いしばりながら悔しがれ..!!谷繁から古巣に対して愛の檄。 （谷繁ベースボールチャンネルYouTube、2022年9月13日（火）18:00〜） - 特別MC
- 【シーズン総括！】完全試合・三冠王 （谷繁ベースボールチャンネルYouTube、2022年9月26日（月）18:00〜） - 特別MC
- 【日本シリーズ】栄冠はどちらの手に！？ （谷繁ベースボールチャンネルYouTube、2022年10月21日（金）18:00〜） - 特別MC
- 【順位予想結果】2022年の総決算！谷繁・中川の順位予想の結果は？ （谷繁ベースボールチャンネルYouTube、2022年10月25日（月）18:00〜） - 特別MC
- 【緊急事態】谷繁のセリーグ順位予想が全滅…言い訳が出来ない状況です。 （谷繁ベースボールチャンネルYouTube、2022年11月1日（火）18:00〜） - 特別MC
- 今年もやります！2023シーズンの開幕カードをどこよりも早く発表します!（Jリーグ公式YouTubeチャンネル、2022年12月23日（金）19:00〜） - 進行
- 徹底分析! WBC〜侍ジャパン世界一奪還へ〜前編と後編（Amazon Prime Video、2023年2月24日（金）） - MC
- 【大胆予想】大谷翔平はいつ投げる…？侍ジャパンの戦いはこうなる！ （谷繁ベースボールチャンネルYouTube、2023年3月7日（火）18:00〜） - 特別MC
- 世界最高峰の選手が集まった2023WBC！各国の注目株選手を大紹介！！ （谷繁ベースボールチャンネルYouTube、2023年3月8日（火）18:00〜） - 特別MC
- 【WBC中継で話題】フリーアナウンサー中川絵美里さんの魅力に迫る① （スポーツナビ 野球チャンネル、2023年3月7日（火））
- 【WBC中継で話題】フリーアナウンサー中川絵美里さんの魅力に迫る② （スポーツナビ 野球チャンネル、2023年3月8日（水））
- 「オリックス・バファローズvs.侍ジャパン2023ワールドベースボールクラシック強化試合」 （Amazon Prime Video、2023年3月7日（火）18:00〜） - MC
- 侍ジャパン2023ワールドベースボールクラシック 1次ラウンド（Amazon Prime Video、2023年3月9日（木）、10日（金）、11日（土）、12日（日）19:00〜） - MC[41]

### CM・広告
- NEXCO東日本（2022年4月） - イメージキャラクター[42]

## 新聞・雑誌
太字は連載中

### 新聞
- スポーツ報知 巨人コラム
- 静岡新聞 （2024年6月15日）- 常葉大学附属中・高校記念式典の講演ゲストについて

### 雑誌
- 週刊ビッグコミックスピリッツ 2018年30号（小学館、2018年6月25日）
- スポーツキャスター中川絵美里のCheer UP『週刊プレイボーイ』（集英社、2021年2月22日 - 、不定期掲載）
- steady. 2021年9月号（宝島社、2021年8月7日） - 化粧ポーチの中身&ヨレにくいメイク方法を紹介[28]
- 週刊文春 グラビア特別編集 原色美人キャスター大図鑑2022（文藝春秋、2022年1月19日）
- 房総半島で海の恵みを体感！ 夏にきらめく鴨川の渚へ（KADOKAWA、2022年6月20日）
- steady. 2023年4月号（宝島社、2023年3月7日） - バック特集[43]
- 週刊文春 グラビア特別編集 原色美人キャスター大図鑑2024 (文藝春秋、2024年2月6日)

## カレンダー・写真集

### カレンダー
- 中川絵美里 2018年カレンダー（トライエックス）
- 中川絵美里 2019年カレンダー（トライエックス）
- 中川絵美里 2020年カレンダー（トライエックス）
- 中川絵美里 2021年カレンダー（トライエックス）
- 中川絵美里 2021年カレンダー発売記念 One to One オンライントークイベント（トライエックス、2020年12月13日）
- 中川絵美里 2022年カレンダー（トライエックス）
- 中川絵美里 2023年カレンダー（トライエックス）
- 中川絵美里 2024年カレンダー（トライエックス）
- 中川絵美里 2025年カレンダー（トライエックス）[44]
- セント・フォース 卓上カレンダー 2018（小学舘、2017年12月）
- セント・フォース オフィシャルカレンダー2019（小学舘、2018年12月）
- セント・フォース オフィシャルカレンダー2021（スポーツウェアー編、サッカー）（小学舘、2020年12月19日）
- セント・フォース スクールカレンダー 2023（小学舘、2023年3月30日）

### 写真集
- 中川絵美里1st写真集『E.N.』（東京ニュース通信社、撮影：Takeo Dec. 2018年3月17日） ISBN 978-4-86336-736-4 [14][15][16]
- 中川絵美里 2nd 写真集『光芒』（ワニブックス、撮影：桑島 智耀 2024年7月29日）ISBN 978-4-8470-8563-5 [45]2024年8月3と12日に発売記念イベントを開催[46]
- 中川絵美里 3rd デジタル限定写真集『彩雲』（ワニブックス、撮影：桑島 智耀 2024年12月20日）[47][48]

## その他
- セント・フォース エールオークション（ヤフオク）（2020年4月15日 - 6月15日）
- ポケットマルシェ×セント・フォース 「ふるさとの味」を紹介（2020年10月13 - 11月4日）
- スポーツ報知・ 野球トークイベント（2020年11月20日）
- セント・フォース クリスマスチャリティイベント（2021年12月10日 - 12月19日）
- ハイウェイフェスタとうほく2022 トークショー（2022年9月24日）
- スポーツ中継アプリ play-by-play LIVE 横浜×中日（2022年9月28日） - ゲスト[49]
- TOKYO FM『THE TRAD』×ギター・マガジン 渋谷音楽祭TALK＆SESSIONS（2022年10月15日）[50]
- 2023 Jリーグオフカンファレンス第一部&第二部（2023年2月14日） - 司会[51]
- ジャパンハート×セント・フォース クリスマスチャリティイベント （2023年12月8日〜12月17日）
- 常葉大学附属橘中・高校 創立記念式典 （2024年6月8日）- 講演ゲスト[5]
- 3代目シントトロイデンガールズ 発表会 （2024年7月2日）- 司会[52]
- シンニチ工業株式会社 （2024年9月） - アンバサダー[53]
- にしたんクリニック CM 発表会 - 司会
  - YES！にしたんクリニック篇（2024年11月25日）[54]
  - NYダンス篇（2025年5月20日）[55]
- ワニブックスNewsCrunch  （2025年5月-）[56][57][58]